# Каштеляни Кам'янця-Подільського

Герб Подільського воєводства

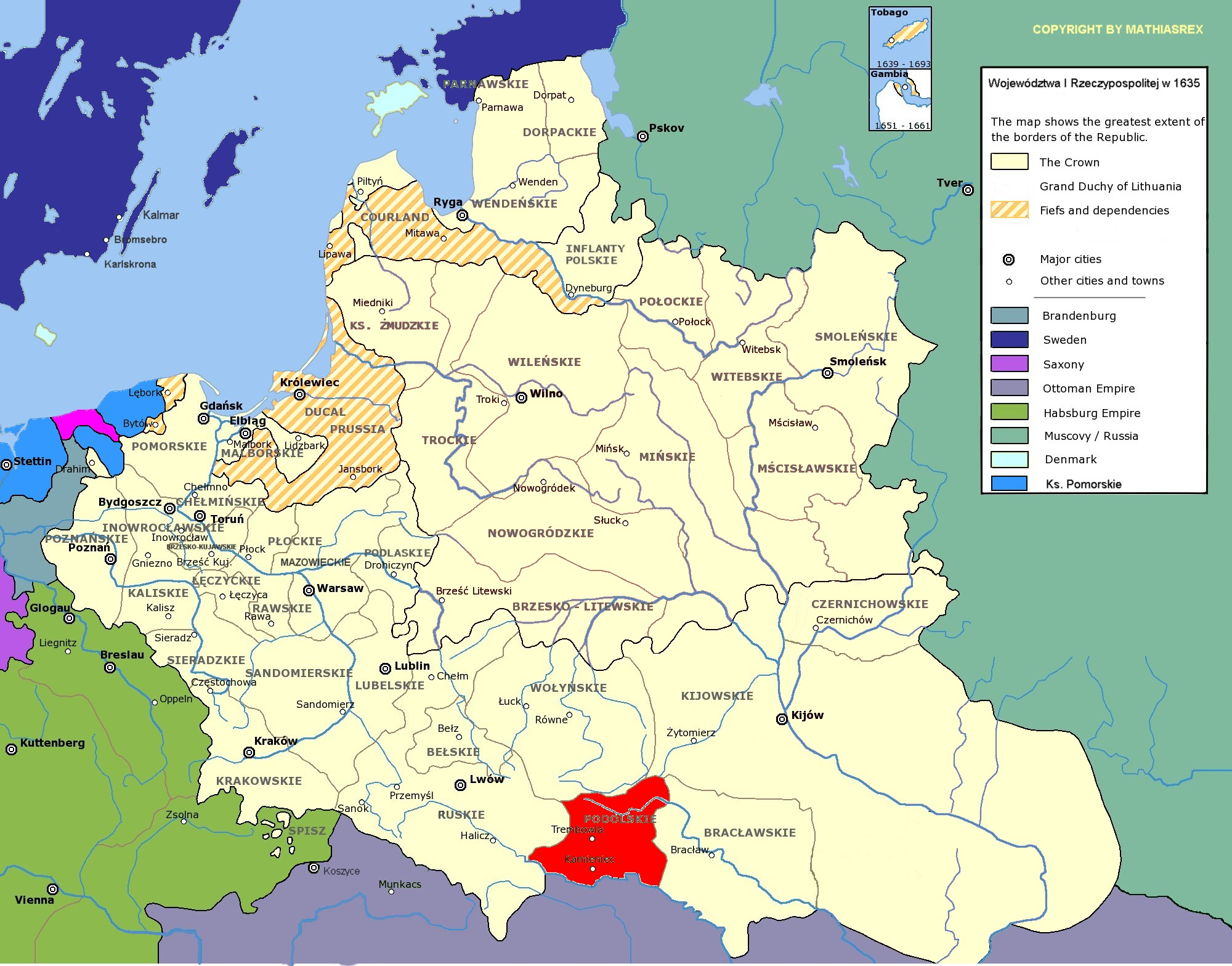
Подільське воєводство на мапі Речі Посполитої

## Каштеляни Кам'янця-Подільського
- Миколай Бедрих з Бедриховець гербу Сверчик, рід Свірчі, 1438—1441
- Теодорик з Бучача, Язловця гербу Абданк (1442—1455)
- Миколай Подолець з Новоселиці (1456—1458)
- Міхал «Мужило» з Бучача гербу Абданк (1460—1466)
- Миколай Свірч, званий Бедришком, з Нового Двору гербу Свірч (Свєрчик, 1467—1491)

Брак інформації між 1492—1505 рр.
- Анджей Фредро — подільський воєвода[1] (з 1493)
- Ян Домарат зі Шлядкова (1505—1506)
- Якуб Подфіліпський (1506—1517)
- Ян Сененський (1518—1519)
- Ян Творовський Пилява (герб) (1519—1543)
- Миколай Язловецький-Монастирський гербу Абданк (1543—1559 (1555))
- Єжи Язловецький гербу Абданк (1563—1567)
- Геронім (Ярош, Геронім) Сенявський гербу Леліва (1569—1575)
- Микола Сенявський Леліва (1576—1584)
- Станіслав Влодек (1584—1588)
- Рафаїл Сенявський гербу Леліва (1588—1593)
- Якуб Претвич (1593—1607)
- Анджей Потоцький гербу Пілява (1607—1609)
- Якуб Потоцький гербу Пілява (1611)
- Ян Гольський (1613)
- Войцех Гумецький (1613—1618)
- Анджей Ґурський (1619—1624)
- Ян Гербурт гербу Гербурт (1625—1626)
- Миколай Струсь гербу Корчак (1627)
- Станіслав «Ревера» Потоцький гербу Пилява (1627—1631)
- Олександр Пісочинський (1631—1635)
- Миколай Гербурт гербу Гербурт (1635—1639)
- Міхал Єжи Станіславський (1639—1648)
- Станіслав Лянцкоронський гербу Задора (1649)
- Пйотр Фірлей гербу Леварт (1649—1650)
- Ян Улінський (1652—1655)
- Яцек Шемберк (Шонберк[2]) (1656—1657) — староста богуславський
- Кшиштоф Гродзицький гербу Лада (1657—1659)
- Миколай Бєґановський (1660—1674)
- Павел Потоцький гербу Золота Пілява (1674—1675)
- Ґабріель Сільніцький (1676—1680)
- Рафал Казімеж Маковецький (1682—1686; або 1678—1689[3])
- Францішек Шембек (1688—1693)
- Юзеф Станіслав Потоцький (1692[4][5])
- Нікодем Жабоклицький (1693—1704)
- Александр Ян Потоцький гербу Пілява (1704—1712)
- Марцін Калиновський гербу Калинова (1712—1738)
- Ян Стадніцький (1738—1740)
- Міхал Лось (1740—1754)
- Юзеф Гумецький (1754—1764)
- Миколай Стадніцький (1764—1768)
- Каєтан Гриневецький (1768—1782)
- Антоній Богуш (1782)
- Лєонард Марцін Свейковський (1782—1790)
- Онуфрій Морський (1790—1794)